# Philip Sheridan

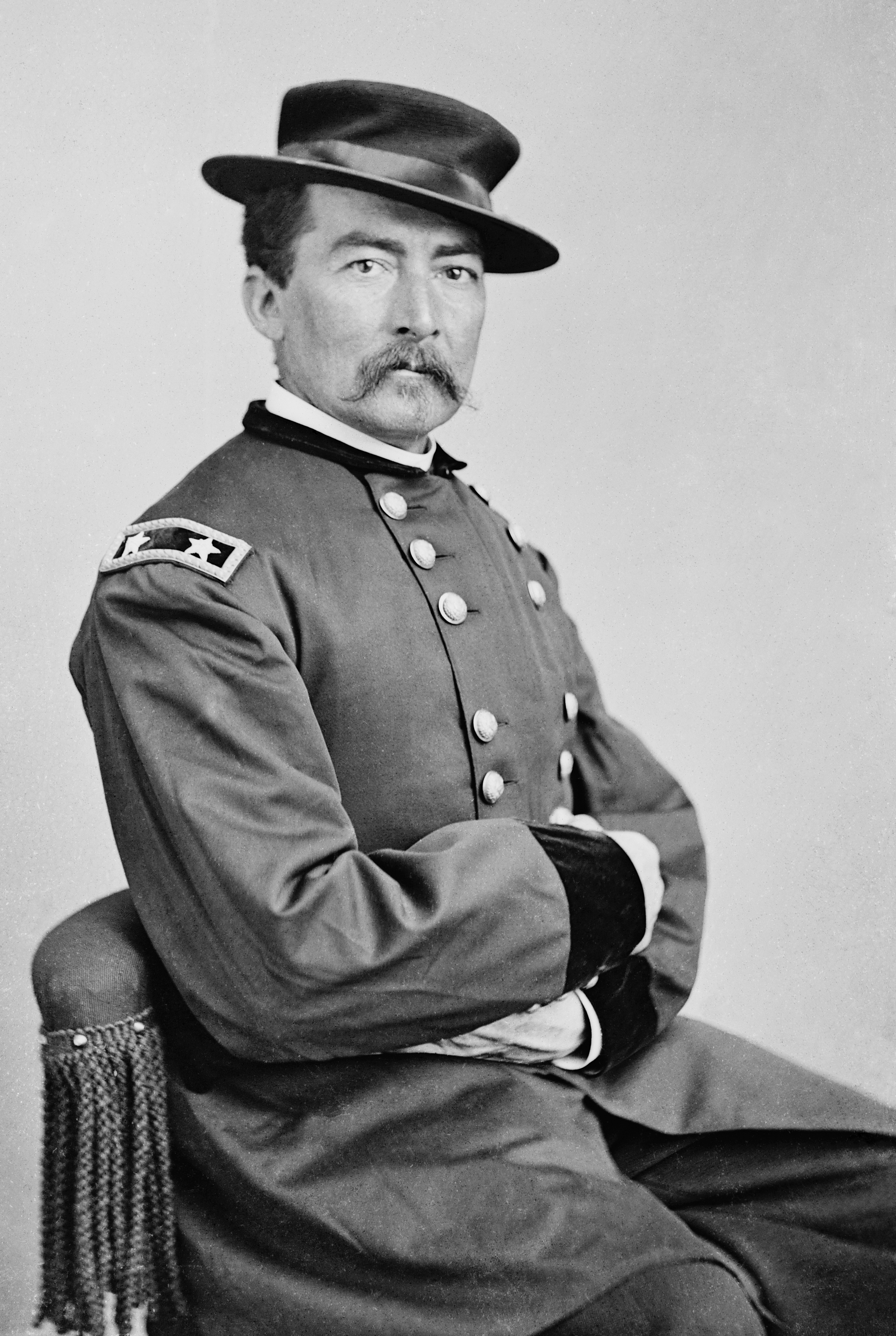
Generalmajor Philip Henry Sheridan

Philip Henry Sheridan (* 6. März 1831 in Albany, New York; † 5. August 1888 in Nonquitt, Massachusetts) war Offizier des US-Heeres und als Generalleutnant Oberbefehlshaber des Heeres.

## Biografie

### Familie
Sheridan war das sechste Kind der irischen katholischen Einwanderer John und Mary Meenagh Sheridan aus Killinkere, County Cavan. Er wuchs in Somerset, Ohio auf. Weil er nur 1,65 Meter groß war, erhielt er den Spitznamen Little Phil. Er arbeitete als Junge in einem Geschäft und war dann Büroangestellter und Buchhalter für den Kaufmannsladen.
Sheridan war ab 1875 mit Irene Rucker, der Tochter eines Quartiermeister des Heeres verheiratet. Sie hatten vier Kinder. Der Sohn Philip Henry jr. wurde Offizier und erlag 1918 im Alter von 38 Jahren einem Herzversagen. Sheridan wohnte ab 1875 in Washington, D.C.

### Ausbildung, frühe Jahre
Ab 1848 besuchte Sheridan die Militärakademie in West Point, New York, und graduierte 1853.
Nach dem Abschluss wurde er 1853 als Leutnant zum 1. US Infanterie-Regiment nach Fort Duncan, Texas, und anschließend zum 4. US-Infanterie-Regiment nach Fort Reading, Kalifornien, versetzt. Er kämpfte von 1855 bis 1857 im Yakama- und im Rogue River Indianer-Feldzug im Washington-Territorium. Danach war Sheridan in Oregon stationiert. Im März 1861 wurde er zum First Lieutenant (Oberleutnant) und zwei Monate später zum Captain (Hauptmann) befördert.

### Im Sezessionskrieg

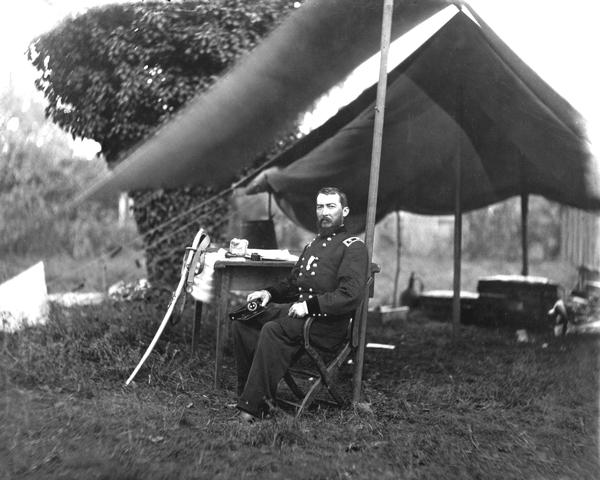
General Philip Henry Sheridan, Mai 1864

Das erste Jahr des Sezessionskrieges diente er als Quartiermeister im 13. US-Infanterieregiment in Missouri. An der Schlacht am Pea Ridge in Arkansas  im März 1862 nahm er unter dem Kommando von Brigadegeneral Samuel Ryan Curtis teil und kämpfte unter Generalmajor Henry Wager Halleck von April bis Juni 1862 in der Ersten Schlacht um Corinth.
Sheridan wurde mit Wirkung vom 25. Mai 1862 zum Kommandeur des 2. Michigan Kavallerie-Regiments ernannt und zum Colonel (Oberst) befördert. Mit dem Regiment kämpfte er am 30. Mai bei Booneville, Mississippi, während einer Aufklärung gegen ein Kavallerieregiment der Konföderierten. Wegen seiner Tüchtigkeit wurde Sheridan das Kommando über eine Kavalleriebrigade übertragen, die er im Kavalleriegefecht, wiederum bei Booneville, Mississippi, am 1. Juli 1862 erfolgreich führte. Im September 1862 wurde er deshalb zum Divisionskommandeur ernannt und rückwirkend zum 1. Juli 1862 zum Brigadegeneral der Freiwilligen befördert. Sheridan führte die 11. Division des III. Korps Generalmajor Don Carlos Buells der Ohio-Armee in der Schlacht bei Perryville im Oktober 1862. Er war mit seiner Division bei den Schlachten am Stones River und am Chickamauga unter Generalmajor William Starke Rosecrans und bei Chattanooga unter Generalmajor Ulysses S. Grant eingesetzt. Rückwirkend zum 31. Dezember 1862 war er zum Generalmajor der Freiwilligen befördert worden.
1864 holte Ulysses S. Grant Sheridan als Kommandierenden General des Kavalleriekorps zur Potomac-Armee. Im Zuge der Kämpfe im Mai 1864 besiegte er die Kavallerie der Südstaaten in der Schlacht an der Yellow Tavern. Bei Trevilian Station unterlag Sheridan im Juni dem Kavalleriekorps der Nord-Virginia-Armee.
Grant übergab Sheridan danach das Kommando über die neu aufgestellte Shenandoah-Armee, um der Bedrohung des Shenandoahtals durch ein konföderiertes Korps unter dem Kommando Generalleutnant Jubal Anderson Earlys zu begegnen. Seine Kriegführung war hier wie auch in seinem späteren Einsatz in den Indianerkriegen ein erstes Beispiel für die Taktik der „verbrannten Erde“. Er schlug die Konföderierten bei Winchester, Fishers Hill und am Cedar Creek. Für seine Erfolge wurde er zum Brigadegeneral und Generalmajor der regulären Armee befördert.
Im März 1865 kehrte er zur Potomac-Armee vor Petersburg zurück und hatte maßgeblichen Anteil am Erfolg des Appomattox-Feldzuges unter Grant, der zur Kapitulation von General Lee bei Appomattox Court House führte.

### Nach dem Sezessionskrieg

Philip Henry Sheridan, um 1870

Nach dem Krieg kommandierte Sheridan US-Truppen an der mexikanischen Grenze. Dies diente vor allem als Warnung an die mexikanische Regierung unter Kaiser Maximilian. Im Zuge der Reconstruction war er ab März 1867 Militärgouverneur des 5. Militärbezirks (Texas und Louisiana). Allerdings nur für sechs Monate, da man ihn aufgrund seiner harten Entscheidungen und seiner unpopulären Äußerungen schnell wieder ablöste. So soll er gesagt haben „Sollte ich Texas und die Hölle besitzen, so würde ich Texas vermieten und in der Hölle leben“.
Danach war er u. a. Befehlshaber im Wehrbereich Missouri, Beobachter im Deutsch-Französischen Krieg und arbeitete an der Einrichtung des Yellowstone-Nationalparks. In seinem Einsatz gegen indianische Völker ließ er die Grundlage ihrer Existenzweise, die Büffelherden, systematisch vernichten und Dörfer niederbrennen. Er war u. a. verantwortlich für den Überfall auf das Indianerdorf am Washita am 27. November 1868, bei dem die Indianer im Schlaf überfallen und 100 Cheyenne zusammen mit Frauen und Kindern getötet wurden.
Am 4. März 1869 wurde er zum Generalleutnant befördert; der fünfte Inhaber dieses Ranges in den USA seit Washington (1798). Von August 1870 bis 1871 beobachtete er im Auftrag des US-Präsidenten Ulysses S.Grant den Deutsch-Französischen Krieg in Europa. Dabei befand er sich im Wesentlichen im Gefolge des Stabes des preussischen Ministerpräsidenten Otto von Bismarck, mit dem er sich u. a. anlässlich eines Abendessens am 8. September 1870 in Reims zur Wirksamkeit des Einsatzes von Kavallerie und zum s.E. unzureichendem Schutz gegen die Gefahr von Guerilla-Attacken äußerte. Am 1. November 1883 wurde er zum Oberbefehlshaber des Heeres ernannt. Kurz vor seinem Tod beförderte ihn der Kongress nach Grant und Sherman als dritten Soldaten zum General of the Army of the United States.
Sheridan wurde auf dem Nationalfriedhof Arlington bestattet (Grabstein mit Porträt).

### Seine „Indianer“-Äußerung

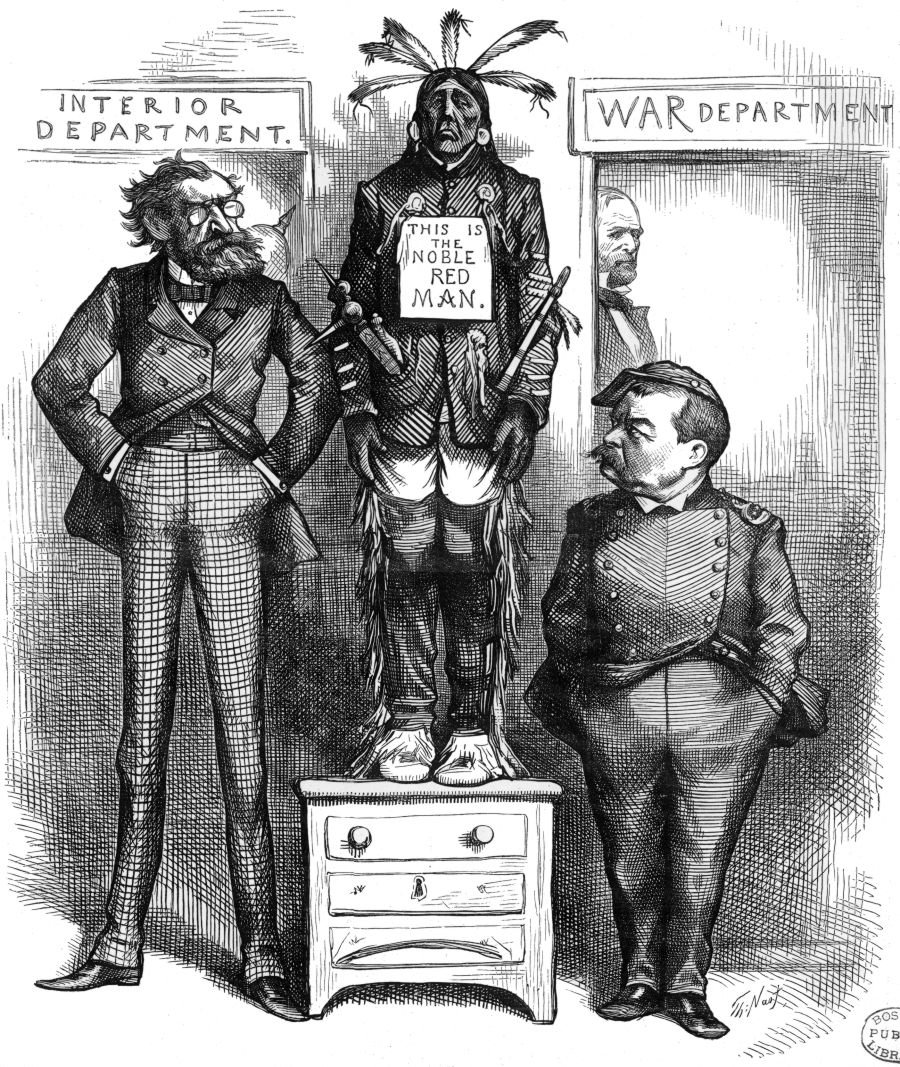
Carl Schurz und Sheridan streiten sich um die Gerichtsbarkeit über die Indianer – Harper’s Weekly, 21. Dezember 1878

Von ihm soll der Ausspruch „Nur ein toter Indianer ist ein guter Indianer“ stammen. Das amerikanische Original lautete: „The only good Indians I ever saw were dead“ (deutsch = Die einzig guten Indianer, die ich jemals sah, waren tote). In seiner Biographie „Sheridan, the Inevitable“ schreibt Richard O’Connor: „Obwohl der allgemein ihm zugeschriebene Grundsatz ‚Der einzig gute Indianer ist ein toter Indianer‘ ein ungenaues Zitat dessen ist, was Sheridan wirklich sagte, dachte er jedoch genau so und handelte entsprechend.“ Sheridans oben zitierte, zynische Antwort auf die Bemerkung des Komantschen-Häuptlings Tosowi, er wäre ein guter Indianer, könnte allerdings auch eine Umkehrung eines 200 Jahre zuvor gemachten Zitats von Metacomet sein.
In der Kriegsrede von Wampanoag-Häuptling Metacomet, genannt King Philip (1675), beklagt er sich über den Bruch von Verträgen und Sittenlosigkeit der Weißen, die Zerstörung der Jagdgründe der Wampanoag und schließt mit der Einschätzung, es wäre unmöglich, „mit den weißhäutigen Raubmenschen“ in Frieden zu leben (Zitat: „Wir haben es in der Vergangenheit nicht glauben wollen, aber es ist eine Tatsache:..nur ein toter Weißer ist ein guter Weißer. Brüder, wir müssen uns vereinigen oder wir werden untergehen!“).

## Ehrungen

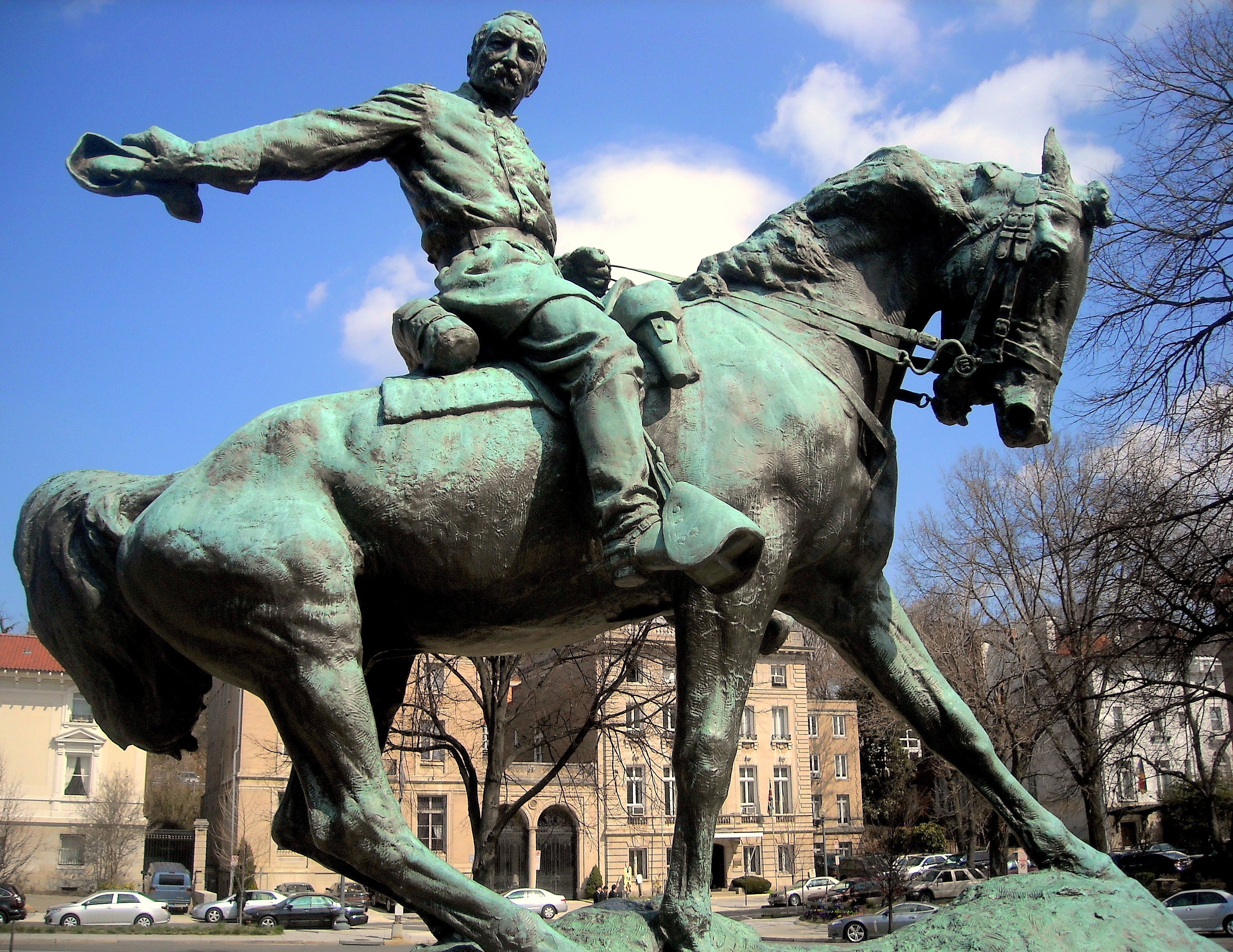
Sheridan-Denkmal in Washington, D.C.

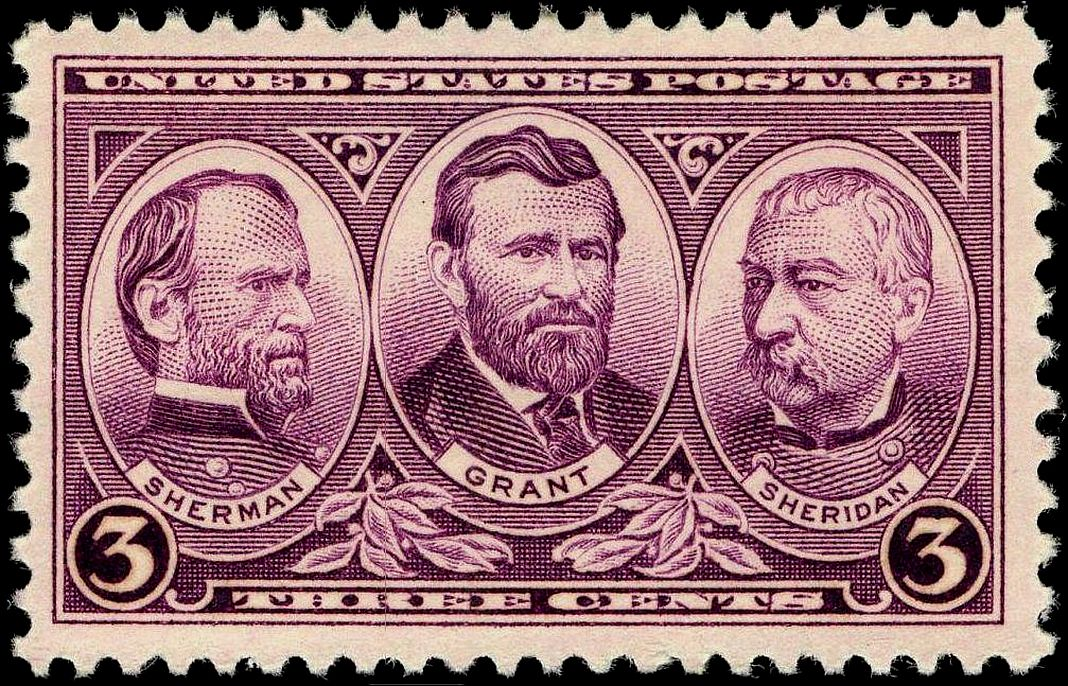
Sherman, Grant und Sheridan, Briefmarke von 1937

- Nach Sheridan wurden verschiedene Orte in den USA Sheridan (Wyoming) und Sheridan (Oregon) benannt.
- Fort Sheridan in Illinois trägt seinen Namen.
- Es wurden viele Straßen und mehrere Schulen nach ihm benannt.
- Reiterstatuen:
  - In Washington, D.C. am Sheridan Circle; Denkmal von Gutzon Borglum von 1908
  - In Albany, New York (Bundesstaat) vor dem New York State Capitol, in der Nähe der Sheridan Avenue
- Der Mount Sheridan im Yellowstone-Nationalpark und die Countys Sheridan County (Montana), Sheridan County (Wyoming) und Sheridan County (Kansas) wurden nach ihm benannt.
- Auf einem US-Zehn-Dollar-Schein ist sein Bildnis.
- Eine Briefmarke von 1937 trägt sein Bildnis.
- Der Panzer M551 Sheridan und das Schiff  SS Philip H. Sheridan erhielten seinen Namen.
- In der Historischen Rangordnung der höchsten Offiziere der Vereinigten Staaten wird er auf dem hohen, zehnten Rang geführt.

## Trivia

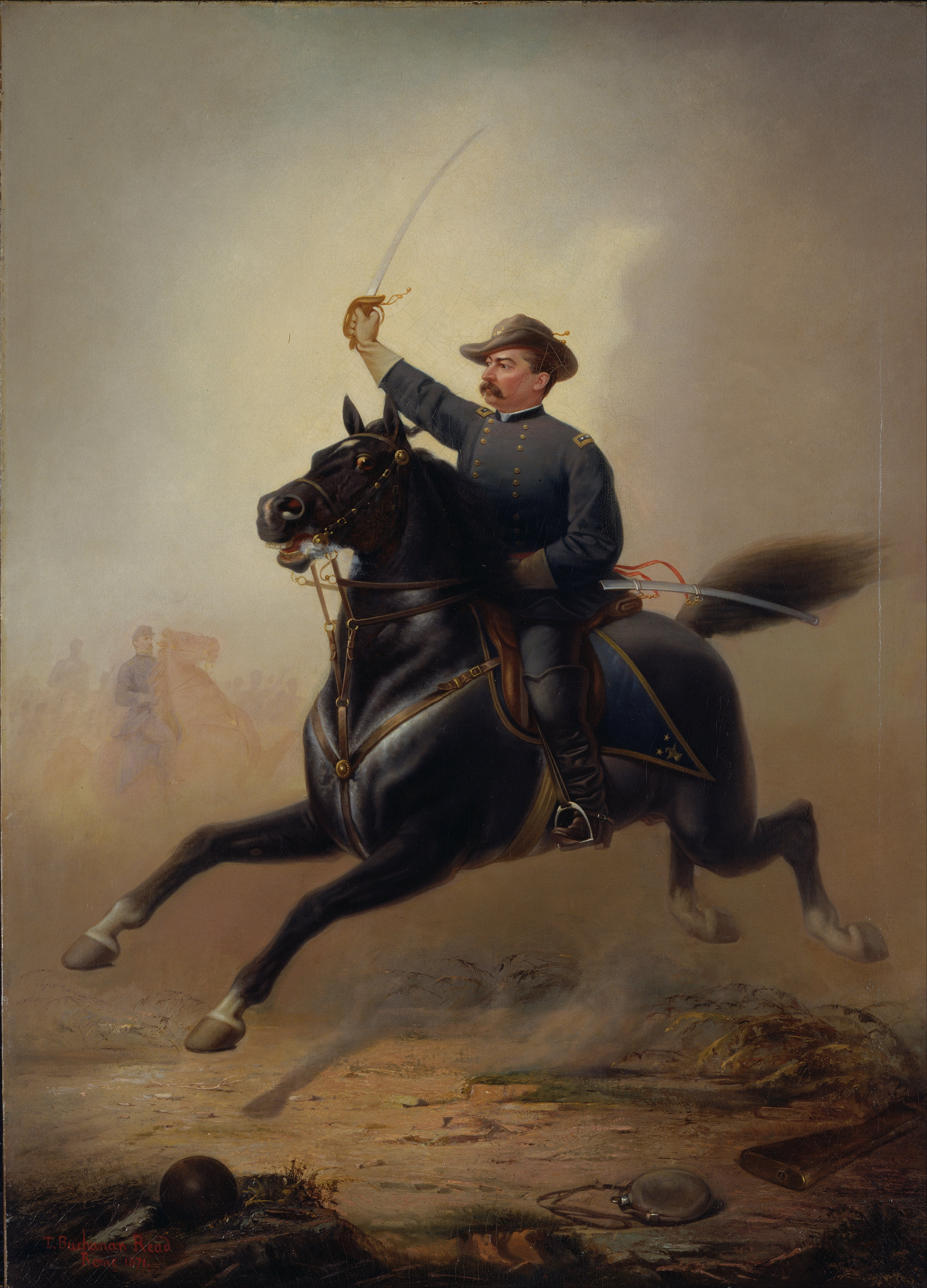
Sheridan’s Ride, Gemälde von Thomas Buchanan Read, 1871

Während der Schlacht am Cedar Creek gelang es Sheridan nach einem eineinhalbstündigen Ritt auf seinem Pferd Rienzi von Winchester, Virginia zur Front die versprengten und fliehenden Soldaten aufzuhalten und erneut zum Kämpfen zu motivieren und so vermutlich die drohende Niederlage abzuwenden. Dieses wurde von Thomas Buchanan Read sowohl dichterisch als auch malerisch verarbeitet. Die Ballade Sheridan’s Ride machte alle drei, den General, das Pferd und den Dichter berühmt.